# Mill Park
Mill Park är en del av en befolkad plats i Australien. Den ligger i kommunen Whittlesea och delstaten Victoria, omkring 19 kilometer nordost om delstatshuvudstaden Melbourne. Antalet invånare är 30 517.
Runt Mill Park är det mycket tätbefolkat, med 1 819 invånare per kvadratkilometer.. Närmaste större samhälle är Melbourne, omkring 19 kilometer sydväst om Mill Park. 
Runt Mill Park är det i huvudsak tätbebyggt. Genomsnittlig årsnederbörd är 1 244 millimeter. Den regnigaste månaden är juli, med i genomsnitt 140 mm nederbörd, och den torraste är januari, med 49 mm nederbörd.